# Redding (Connecticut)
Pour les articles homonymes, voir Redding.
Redding est une ville située dans le comté de Fairfield, dans l'État du Connecticut, États-Unis. Lors du recensement de 2010, Redding avait une population totale de 9 158 habitants.

## Géographie
Selon le Bureau du Recensement des États-Unis, la superficie de la municipalité est de 32,06 milles carrés (83,04 km2), dont 31,5 milles carrés (81,58 km2) de terres et 0,56 milles carrés (1,45 km2) de plans d'eau (soit 1,76 %).

## Histoire
La ville est d'abord appelée Reading, en l'honneur de John Read qui a acheté cette terre aux amérindiens. Selon la légende populaire, Read était si impopulaire qu'on a préférer renommé la ville Redding. Elle devient une municipalité en 1767.

## Démographie
D'après le recensement de 2000, il y avait 8 270 habitants, 2 918 ménages, et 2 413 familles dans la ville. La densité de population était de 101,4 hab/km2. Il y avait 3 086 maisons avec une densité de 37,8 maisons/km2. La décomposition ethnique de la population était : 96,15 % blancs ; 0,75 % noirs ; 0,07 % amérindiens ; 1,78 % asiatiques ; 0,00 % natifs des îles du Pacifique ; 0,41 % des autres ethnies ; 0,83 % de deux ou plus ethnies. 1,48 % de la population était hispanique ou Latino de n'importe quelle ethnie.
Il y avait 2 918 ménages, dont 42,3 % avaient des enfants de moins de 18 ans, 75,7 % étaient des couples mariés, 5,1 % avaient une femme qui était parent isolé, et 17,3 % étaient des ménages non-familiaux. 13,5 % des ménages étaient constitués de personnes seules et 4,6 % de personnes seules de 65 ans ou plus. Le ménage moyen comportait 2,83 personnes et la famille moyenne avait 3,13 personnes.
Dans la ville la pyramide des âges était 29,1 % en dessous de 18 ans, 3,1 % de 18 à 24, 26,8 % de 25 à 44, 30,9 % de 45 à 64, et 10,1 % qui avaient 65 ans ou plus. L'âge médian était 41 ans. Pour 100 femmes, il y avait 98,6 hommes. Pour 100 femmes de 18 ans ou plus, il y avait 96,0 hommes.
Le revenu médian par ménage de la ville était 104 137 dollars US, et le revenu médian par famille était $109 250. Les hommes avaient un revenu médian de $77 882 contre $52 250 pour les femmes. Le revenu par habitant de la ville était $50 687. 1,8 % des habitants et 1,2 % des familles vivaient sous le seuil de pauvreté. 2,1 % des personnes de moins de 18 ans et 3,5 % des personnes de plus de 65 ans vivaient sous le seuil de pauvreté.
| 1790  | 1800  | 1810  | 1820  | 1830  | 1840  |
| ----- | ----- | ----- | ----- | ----- | ----- |
| 1 503 | 1 632 | 1 717 | 1 678 | 1 686 | 1 674 |

| 1850  | 1860  | 1870  | 1880  | 1890  | 1900  |
| ----- | ----- | ----- | ----- | ----- | ----- |
| 1 754 | 1 652 | 1 624 | 1 540 | 1 546 | 1 426 |

| 1910  | 1920  | 1930  | 1940  | 1950  | 1960  |
| ----- | ----- | ----- | ----- | ----- | ----- |
| 1 617 | 1 315 | 1 599 | 1 758 | 2 037 | 3 359 |

| 1970  | 1980  | 1990  | 2000  | 2010  | - |
| ----- | ----- | ----- | ----- | ----- | - |
| 5 590 | 7 272 | 7 927 | 8 270 | 9 158 | - |

## Personnalités liées
- Aaron Louis Treadwell (1866-1947), zoologiste américain né à Redding.